# Cúp Algarve 1999
Cúp Algarve 1999 (tiếng Anh: Algarve Cup 1999), giải bóng đá giao hữu thường niên diễn ra tại Algarve, Bồ Đào Nha từ 14 đến 20 tháng 3 năm 1999. Trung Quốc là đội tuyển vô địch của giải.

## Thể thức
Tại vòng bảng, tám đội được chia làm hai bảng. Các đội trong bảng thi đấu vòng tròn một lượt. Vòng phân hạng gồm bốn trận đấu: trận tranh hạng nhất giữa các đội đầu bảng, tranh hạng ba giữa các đội nhì bảng, tranh hạng năm giữa các đội thứ ba, và trận tranh hạng bảy giữa các đội cuối bảng.
- Giờ thi đấu là WET (UTC±0).

## Vòng bảng

### Bảng A
| Đội       | Đ | Tr | T | H | B | BT | BB | HS |
| --------- | - | -- | - | - | - | -- | -- | -- |
| Hoa Kỳ    | 7 | 3  | 2 | 1 | 0 | 7  | 2  | +5 |
| Na Uy     | 6 | 3  | 2 | 0 | 1 | 4  | 3  | +1 |
| Thụy Điển | 2 | 3  | 0 | 2 | 1 | 2  | 3  | −1 |
| Phần Lan  | 1 | 3  | 0 | 1 | 2 | 0  | 5  | −5 |

| Hoa Kỳ   | 1–1     | Thụy Điển  |
| -------- | ------- | ---------- |
| Milbrett | Báo cáo | Fagerström |

| Na Uy     | 1–0 | Phần Lan |
| --------- | --- | -------- |
| Pettersen |     |          |

| Na Uy          | 2–1 | Thụy Điển |
| -------------- | --- | --------- |
| Medalen · Rapp |     | Andersson |

| Hoa Kỳ                       | 4–0     | Phần Lan |
| ---------------------------- | ------- | -------- |
| Milbrett · Chastain · Parlow | Báo cáo |          |

| Hoa Kỳ        | 2–1     | Na Uy   |
| ------------- | ------- | ------- |
| Foudy · Lilly | Báo cáo | Aarønes |

| Thụy Điển | 0–0 | Phần Lan |
| --------- | --- | -------- |
|           |     |          |

### Bảng B
| Đội        | Đ | Tr | T | H | B | BT | BB | HS |
| ---------- | - | -- | - | - | - | -- | -- | -- |
| Trung Quốc | 9 | 3  | 3 | 0 | 0 | 8  | 0  | +8 |
| Đan Mạch   | 4 | 3  | 1 | 1 | 1 | 6  | 3  | +3 |
| Úc         | 2 | 3  | 0 | 2 | 1 | 1  | 3  | −2 |
| Bồ Đào Nha | 1 | 3  | 0 | 1 | 2 | 0  | 9  | −9 |

| Đan Mạch | 1–1 | Úc     |
| -------- | --- | ------ |
| Hansen   |     | Murray |

| Trung Quốc                                 | 4–0     | Bồ Đào Nha |
| ------------------------------------------ | ------- | ---------- |
| Tôn Văn 2', 12' · Lưu Anh 20' · Phổ Vĩ 34' | Báo cáo |            |

| Trung Quốc         | 2–0 | Đan Mạch |
| ------------------ | --- | -------- |
| Phổ Vĩ · ?' (l.n.) |     |          |

| Bồ Đào Nha | 0–0     | Úc |
| ---------- | ------- | -- |
|            | Báo cáo |    |

| Đan Mạch                                                               | 5–0     | Bồ Đào Nha |
| ---------------------------------------------------------------------- | ------- | ---------- |
| 38' (l.n.) · Pedersen 44' · Rasmussen 45' · Axelsen 66' · 77' Jokumsen | Báo cáo |            |

| Úc | 0–2 | Trung Quốc        |
| -- | --- | ----------------- |
|    |     | Tôn Văn · Lưu Anh |

## Vòng phân hạng

### Tranh hạng bảy
| Bồ Đào Nha             | 2–1     | Phần Lan     |
| ---------------------- | ------- | ------------ |
| Couto 9' · Martins 36' | Báo cáo | 70' Uusmalmi |

### Tranh hạng năm
| Úc                | 1–1 | Thụy Điển  |
| ----------------- | --- | ---------- |
| Murray            |     | Gustafsson |
| Loạt sút luân lưu |     |            |
|                   | 7–6 |            |

### Tranh hạng ba
| Na Uy                      | 2–2     | Đan Mạch                     |
| -------------------------- | ------- | ---------------------------- |
| 69' (l.n.) · Bendiksen 82' | Báo cáo | 65' Rasmussen · 90' Pedersen |
| Loạt sút luân lưu          |         |                              |
|                            | 4–1     |                              |

### Chung kết
| Trung Quốc               | 2–1     | Hoa Kỳ       |
| ------------------------ | ------- | ------------ |
| Phổ Vĩ 16' · Kim Yên 65' | Báo cáo | 45' Milbrett |